# تشارلز مانيوتشي
تشارلز مانيوتشي (بالإنجليزية: Charles Manyuchi)‏ مواليد 19 نوفمبر 1988 في ماسفينغو، زيمبابوي، هو ملاكم محترف زيمبابوي يصنف ضمن فئة وزن الوسط. حقق بطولة المجلس العالمي للملاكمة.

## إحصائيات
خاض خلال مسيرته 27 نزالا، فاز في 27. فاز بالضربة القاضية في 27 نزالا.

## روابط خارجية
- تشارلز مانيوتشي على موقع بوكس ريك (الإنجليزية) (registration required)